# Soßmar
Soßmar ist ein Ortsteil der Gemeinde Hohenhameln, der direkt südlich an den Ortsteil Hohenhameln angrenzt. Der Ort hat 720 Einwohner auf einer Fläche von 7,17 km² (Stand am 31. Dezember 2023).

## Geographie
Soßmar liegt etwa 30 km südöstlich von Hannover, 13 km nordöstlich von Hildesheim und 12 km westlich von Peine. Außerdem sind die Bundesstraße 494 und die Bundesstraße 65 in unmittelbarer Nähe.

## Nachbarorte
- Adlum
- Bierbergen
- Clauen
- Hohenhameln
- Neu Oedelum
- Rautenberg

## Geologie
Wahrscheinlich ist die Geländemulde südlich von Hohenhameln beim Vordringen der Gletscher der letzten Eiszeit bis an die Mittelgebirgsschwelle entstanden. Dieser Schluss ergibt sich durch die kiesigen und sandigen Ablagerungen, die sich über den gesamten Höhenrücken von Bierbergen über Hohenhameln und Clauen bis nach Bründeln hinziehen. In Bierbergen und Clauen wurden diese Kiesablagerungen noch bis in die 1930er Jahre abgebaut.

## Geschichte

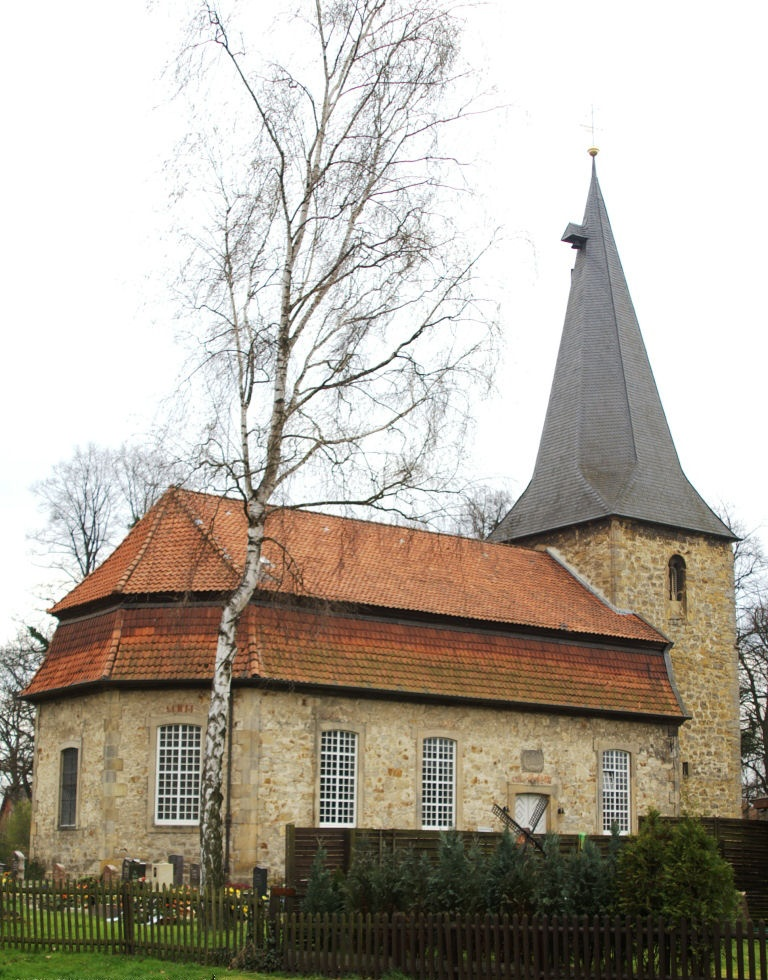
Die St.-Georgs-Kirche von Soßmar

Die erste Erwähnung Soßmars findet sich in einer Urkunde vom 11. März 1146, der zufolge das Kloster Soßmar bei Hohenhameln 8 Morgen Ackerland erhielt. Möglicherweise ist Soßmar aber weit älter. Es gibt Hinweise, dass das Kloster Corvey bei Höxter an der Weser zwischen den Jahren 826 und 853 Besitz an einer Siedlung mit dem Namen Sursia erwarb. Urkundlich belegt sind lediglich folgende Namensformen: 1146 Sutherem, 1243 Sutterum inxta Hamelen, im 14. Jahrhundert dann Sozerum, Sothzerum und Zocerem.
Soßmar wurde am 1. März 1974 in die Gemeinde Hohenhameln eingegliedert.

## Religionen
Seit dem Jahre 1542 ist die Kirchengemeinde evangelisch-lutherisch, da Rat und Bürgerschaft von Hildesheim sich am 27. August zur lutherischen Lehre bekannten und die Stadt Hildesheim als Pfandinhaber für die Durchführung der Reformation in Stadt und Amt Peine sorgte. Heute zählt die Kirchengemeinde 500 Mitglieder und teilt sich den Pastor mit der Kirchengemeinde Adenstedt.

## Politik

### Ortsrat
Der Ortsrat, der Soßmar vertritt, setzt sich aus sieben Mitgliedern zusammen. Die Ratsmitglieder werden durch eine Kommunalwahl für jeweils fünf Jahre gewählt.
Bei der Kommunalwahl 2021 ergab sich folgende Sitzverteilung:
- Wählergruppe Soßmar: 7 Sitze

### Ortsbürgermeister
Der Ortsbürgermeister der Gemeinde ist Uwe Semper (SPD), der Ortsbürgermeister Christian Strübe (CDU).

### Wappen

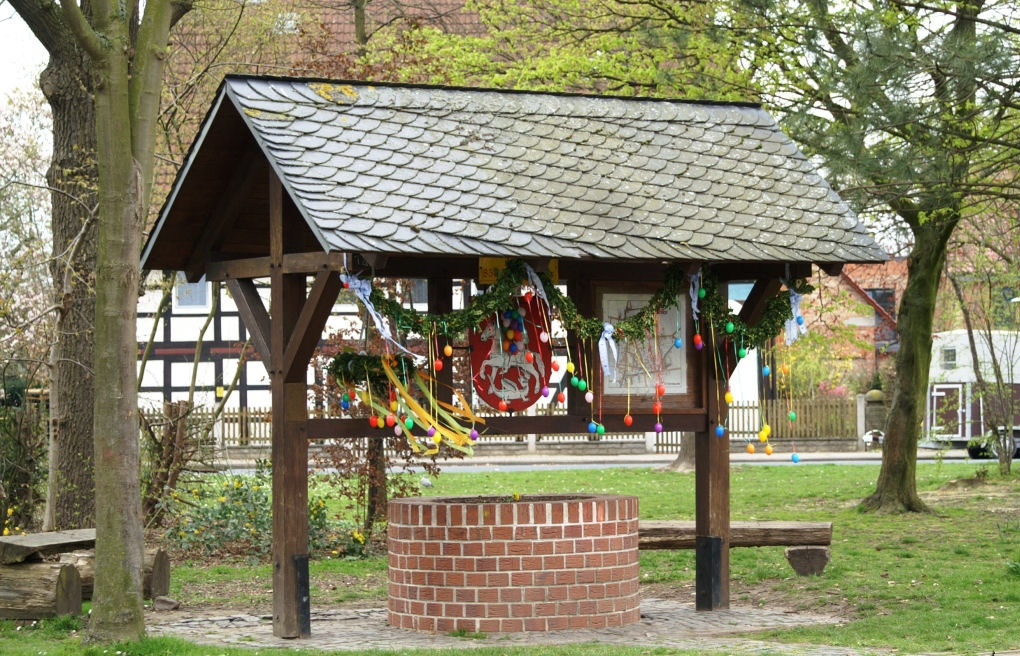
Der Brunnen am Brinkgarten, nebst Wappen

Das Soßmarer Wappen zeigt Georg, den Namenspatron der Soßmarer Kirche, als Sieger über den Drachen.

## Wirtschaft und Infrastruktur

### Verkehr
Die A 2 erreicht man über Peine, Hämelerwald, Lehrte oder Sehnde/Ilsede/Hannover innerhalb von 20 Fahrminuten. Die A 7 erreicht man über Sehnde/Ilsede/Hannover oder Hildesheim/Drispenstedt ebenso schnell.

### Ansässige Unternehmen
Mehrere Anbieter für Pelletöfen sind im Ort ansässig. Die Zuckerfabrik der Nordzucker AG ist neben dem Kraftwerk Mehrum der größte Arbeitgeber der Region.

## Kultur
In Hummers Kultursalon finden regelmäßig klassische Musikveranstaltungen statt. Im Oktober 2007 waren die beiden Pianisten Eyran Katsenelenbogen und Andrei Ivanovitch zu Gast und starteten eine gemeinsame Tournee von hier.